# نونیو
نونیو (به ایتالیایی: Nonio) یک کومونه در ایتالیا است که در استان وربانو-کوزیو-اوسولا واقع شده‌است.

## خصوصیات
نونیو ۱۰٫۱ کیلومترمربع مساحت و ۸۹۷ نفر جمعیت دارد و ۴۷۶ متر بالاتر از سطح دریا واقع شده‌است.